# Un reportage tragique
Pour plus de détails, voir Fiche technique et Distribution.
Un reportage tragique (The Grim Game) est un film muet américain réalisé par Irvin Willat, sorti en 1919.

## Synopsis
Injustement emprisonné pour un meurtre qu'il n'a pas commis, Harvey Hanford s'évade et traque les véritables coupables qui l'ont fait condamner et ont enlevé sa fiancée, Mary Cameron.

## Fiche technique
- Titre : Un reportage tragique
- Titre original : The Grim Game
- Réalisation : Irvin Willat
- Scénario : Walter Woods et Irvin Willat, d'après une histoire d'Arthur B. Reeve et John W. Grey
- Photographie : Frank M. Blount et J. O. Taylor
- Directeur artistique : Harold G. Oliver
- Producteur exécutif : Jesse L. Lasky
- Société de production et de distribution : Paramount Pictures
- Genre : Film d'aventure / Drame
- Film muet en noir et blanc - 71 min
- Dates de sortie :
  - États-Unis : 12 octobre 1919
  - France : 18 novembre 1921

## Distribution
- Harry Houdini : Harvey Hanford
- Thomas Jefferson : Dudley Cameron
- Ann Forrest : Mary Cameron
- Augustus Phillips : Clifton Allison
- Tully Marshall : Richard Raver
- Arthur Hoyt : Dr Harvey Tyson
- Mae Busch : Ethel Delmead
- Edward Martin : un journaliste de la police
- Jane Wolfe : Hannah

## Galerie photos
(sur le tournage du film)

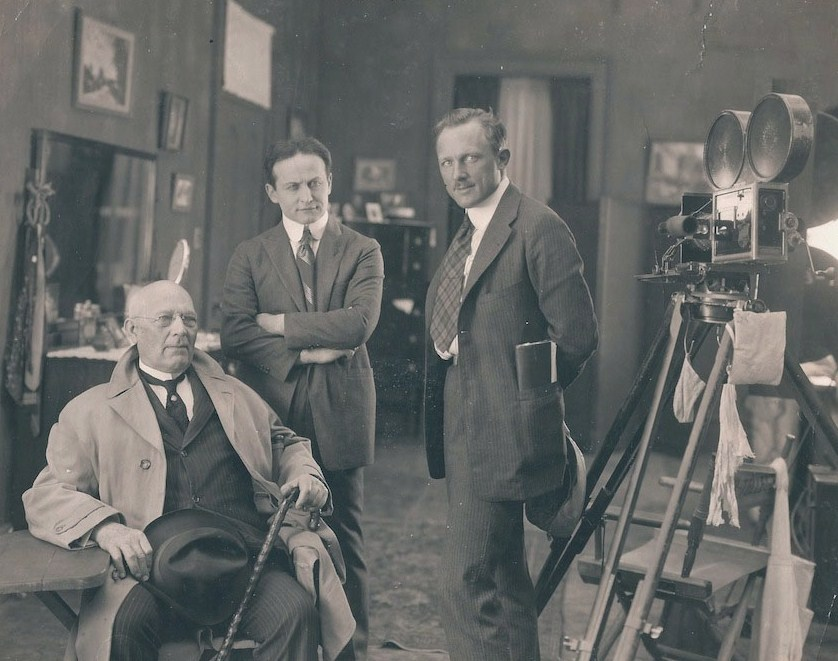
Harry Kellar (en visite), Harry Houdini et Irvin Willat sur le tournage du film.
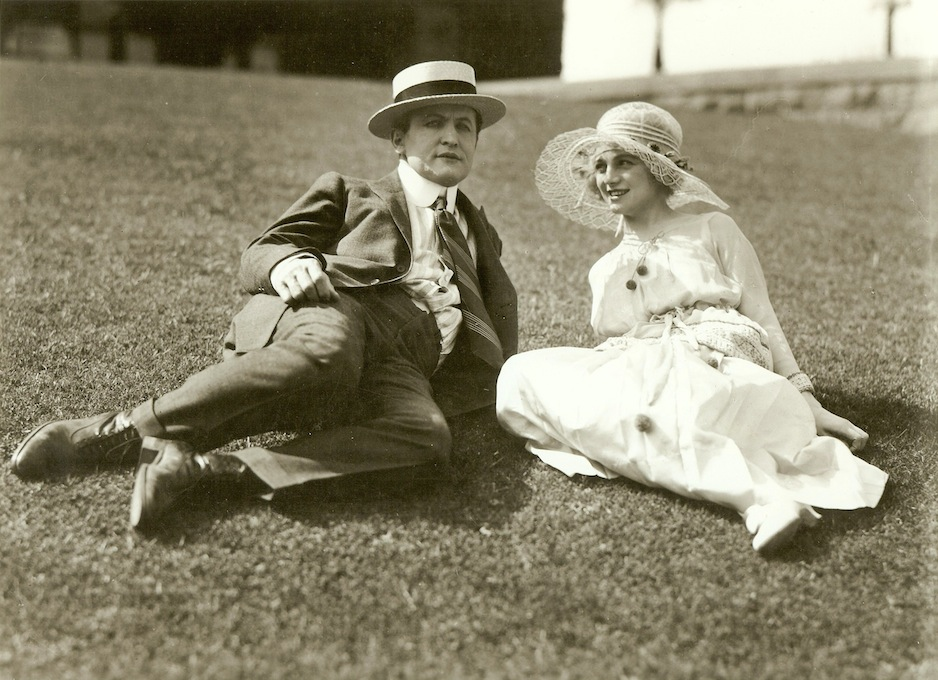
Harry Houdini et Ann Forrest